# Lille-Lesquin repülőtér
A Lille-i repülőtér (IATA: LIL, ICAO: LFQQ) (francia nyelven: Aéroport de Lille) egy nemzetközi repülőtér Franciaországban, Lille közelében, közel a belga határhoz. Ismert még mint Lille-Lesquin repülőtér vagy Lesquin Airport. A repülőtér 15 percre található Lille városközpontjától. Ez a 12. legforgalmasabb repülőtér Franciaországban, 2001-ben 970 ezer, míg 2012-ben már 1 millió 397 ezer utas vette igénybe. Teherforgalma alapján a 4. legforgalmasabb, évente 38 ezer tonna halad rajta keresztül.

## Megközelítése
Legközelebb a Gare de Lille-Flandres nevű lillei vasútállomás található, ahonnan autóbusz közlekedik a reptérre.

## Légitársaságok és úticélok
| Légitársaság        | Célállomások |
| ------------------- | --- |
| Aegean Airlines     | Szezonális: Athens |
| Air Algérie         | Algiers, Constantine, Oran |
| Air France          | Bordeaux, Brest, Lyon, Marseille, Nantes, Nice, Pau, Strasbourg, Toulouse Szezonális: Calvi                                                                                          |
| easyJet             | Bordeaux, Faro, Lisszabon, Nantes, Naples, Nizza, Toulouse Szezonális: Biarritz |
| easyJet Switzerland | Geneva |
| Nouvelair           | Szezonális: Djerba |
| Ryanair             | Bordeaux, Toulouse Szezonális: Porto |
| Smartwings          | Szezonális: Faro, Heraklion, Palma de Mallorca, Rhodes, Tenerife–South, Varna |
| TUI fly Belgium     | Szezonális: Agadir, Antalya, Béjaïa, Casablanca, Djerba,Enfidha, Fez, Heraklion, Ibiza, İzmir, Málaga, Marrakesh, Nador, Palermo, Palma de Mallorca, Rhodes, Tenerife–South, Tlemcen |
| Twin Jet            | Brest, Strasbourg |
| Volotea             | Szezonális: Ajaccio, Bastia, Biarritz, Figari, Montpellier, Perpignan |
| Vueling             | Szezonális: Barcelona, Palma de Mallorca |

## Futópályák
A repülőtér futópályái:
- 08/26 (2825 m, 45 m, aszfalt)
- 01/19 (1580 m, 30 m, aszfalt)

## Forgalom
Az utasforgalom az elmúlt években az alábbi módon változott:
| Utasok száma | 9985 | 63 208 | 205 292 | 450 934 | 595 000 | 777 000 | 918 000 | 1 007 521 | 1 520 431 | 1 773 154 |
|              | 1961 | 1968   | 1975    | 1981    | 1988    | 1995    | 2002    | 2008      | 2015      | 2022      |